# Музей шахматной славы (Элиста)
Музей шахматной славы — шахматный музей, находящийся на территории Сити-Чесс во Дворце шахмат, Элиста, Калмыкия. Музей назван именем 8-го чемпиона мира по шахматам Михаила Таля.

## История

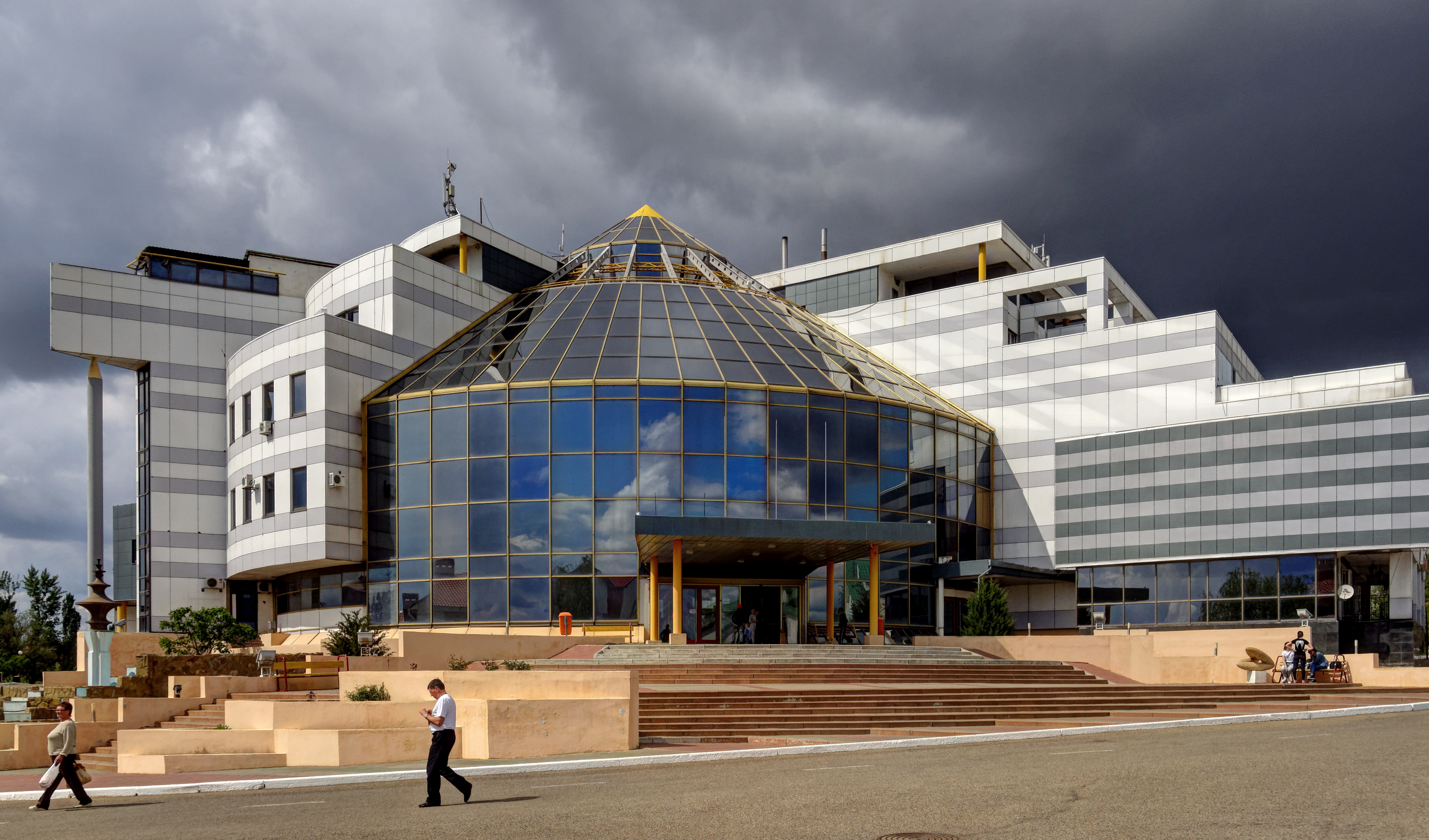
Дворец шахмат

Музей шахматной славы был создан по инициативе и непосредственном участии Президента Международной шахматной федерации ФИДЕ и первого президента Республики Калмыкия Кирсана Илюмжинова. Торжественное открытие музея состоялось 5 сентября 2001 года.
Экспозиция музея состоит из двух отделов. В первом отделе располагаются экспонаты различных шахматных турниров, большинство из которых были подарены Кирсаном Илюмжиновым. Во втором отделе находятся музейные экспонаты, представляющие собой награды, сувениры и личные вещи чемпиона по шахматам Михаила Таля из его рижской квартиры. После смерти Михаила Таля весь его архив был выкуплен Кирсаном Илюмжиновым и передан музею.
В настоящее время фонд Музея шахматной славы имеет около 3,5 тысяч единиц хранения, из которых около 3 тысяч единиц составляет фонд Михаила Таля.

## Некоторые экспонаты
- Золотая статуэтка Первого международного чемпионата по шахматам «Человек против машины», проходившего в 2006 году.

## Галерея

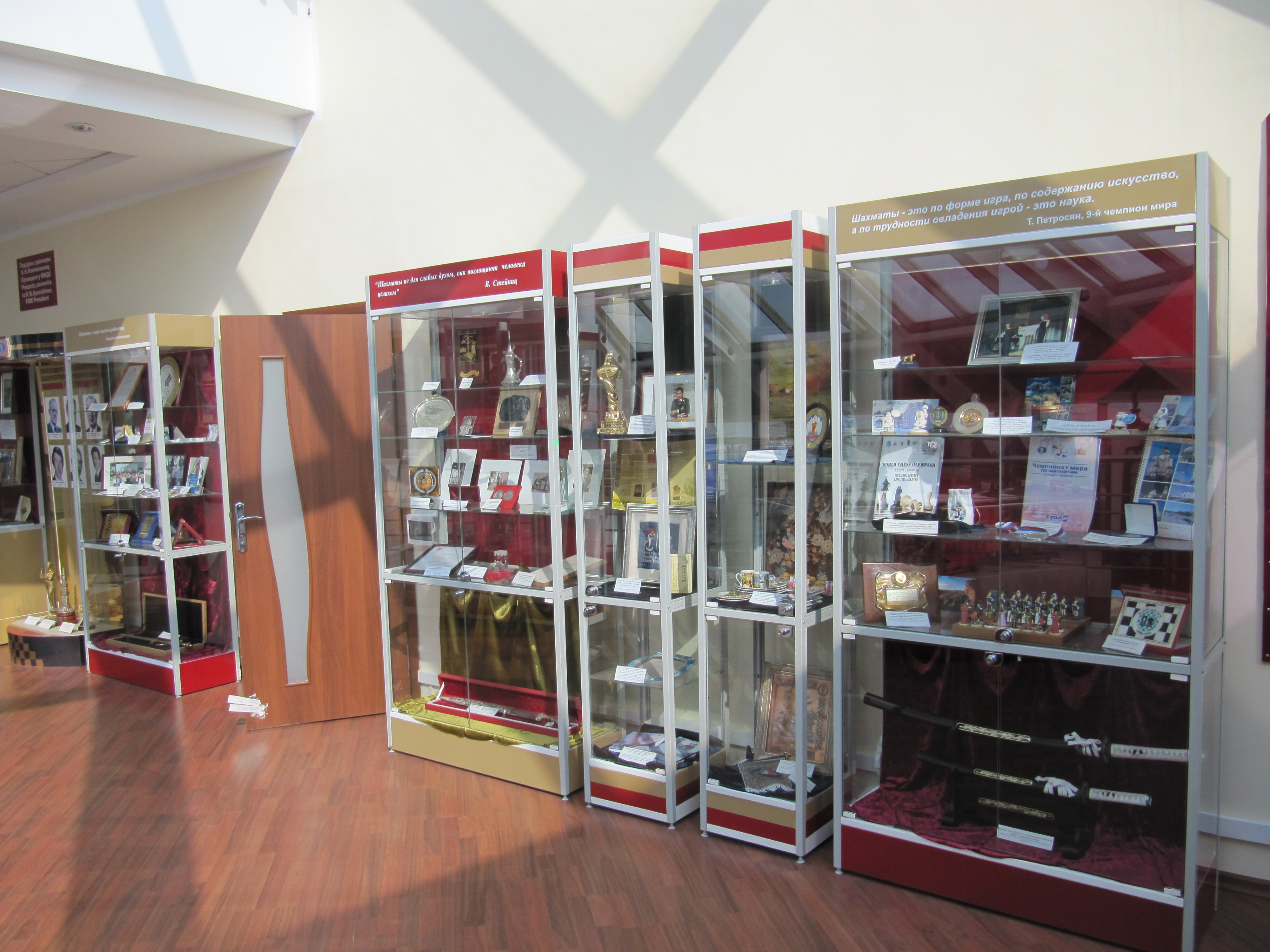
Экспозиция музея
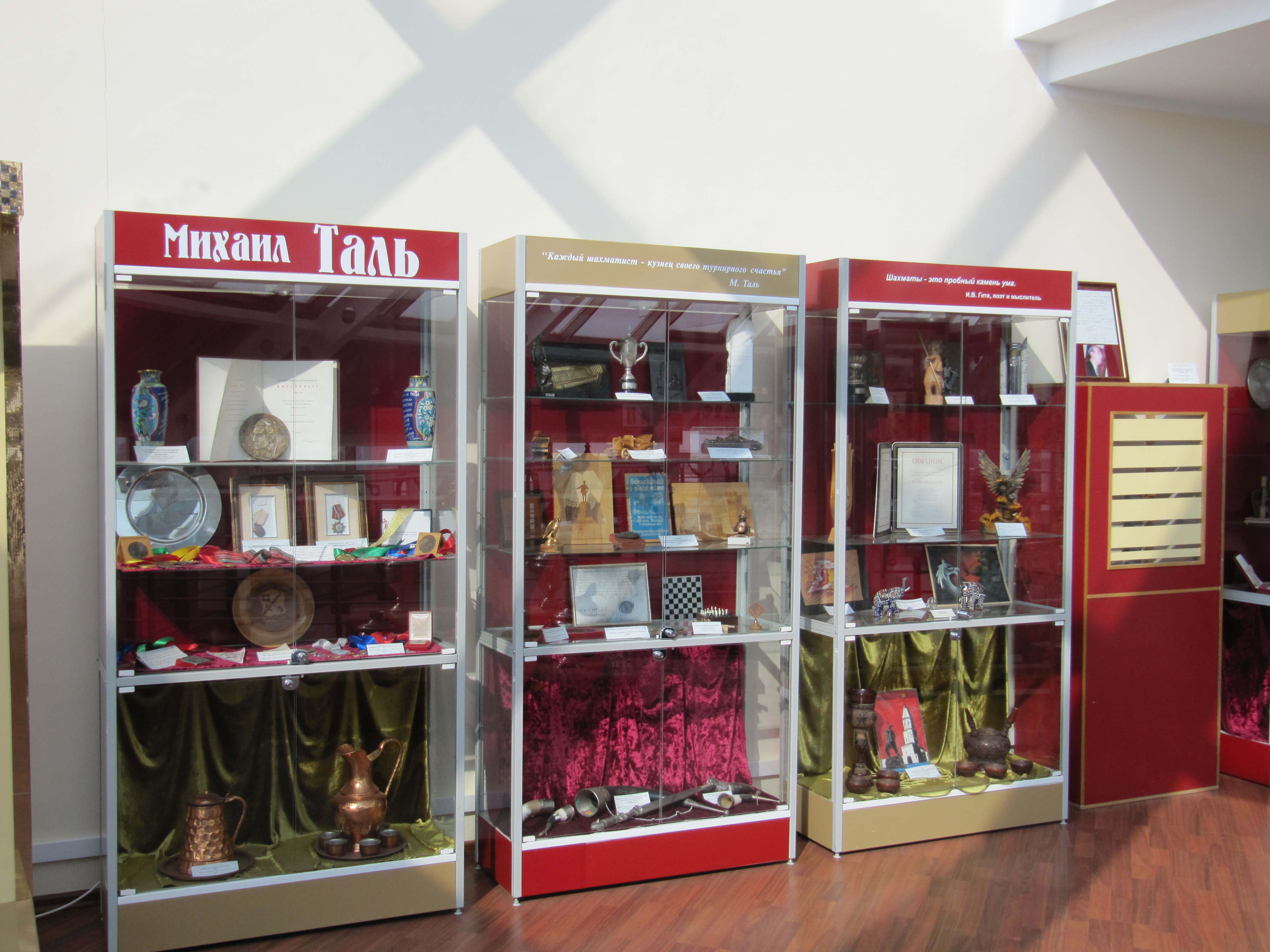
Экспозиция музея
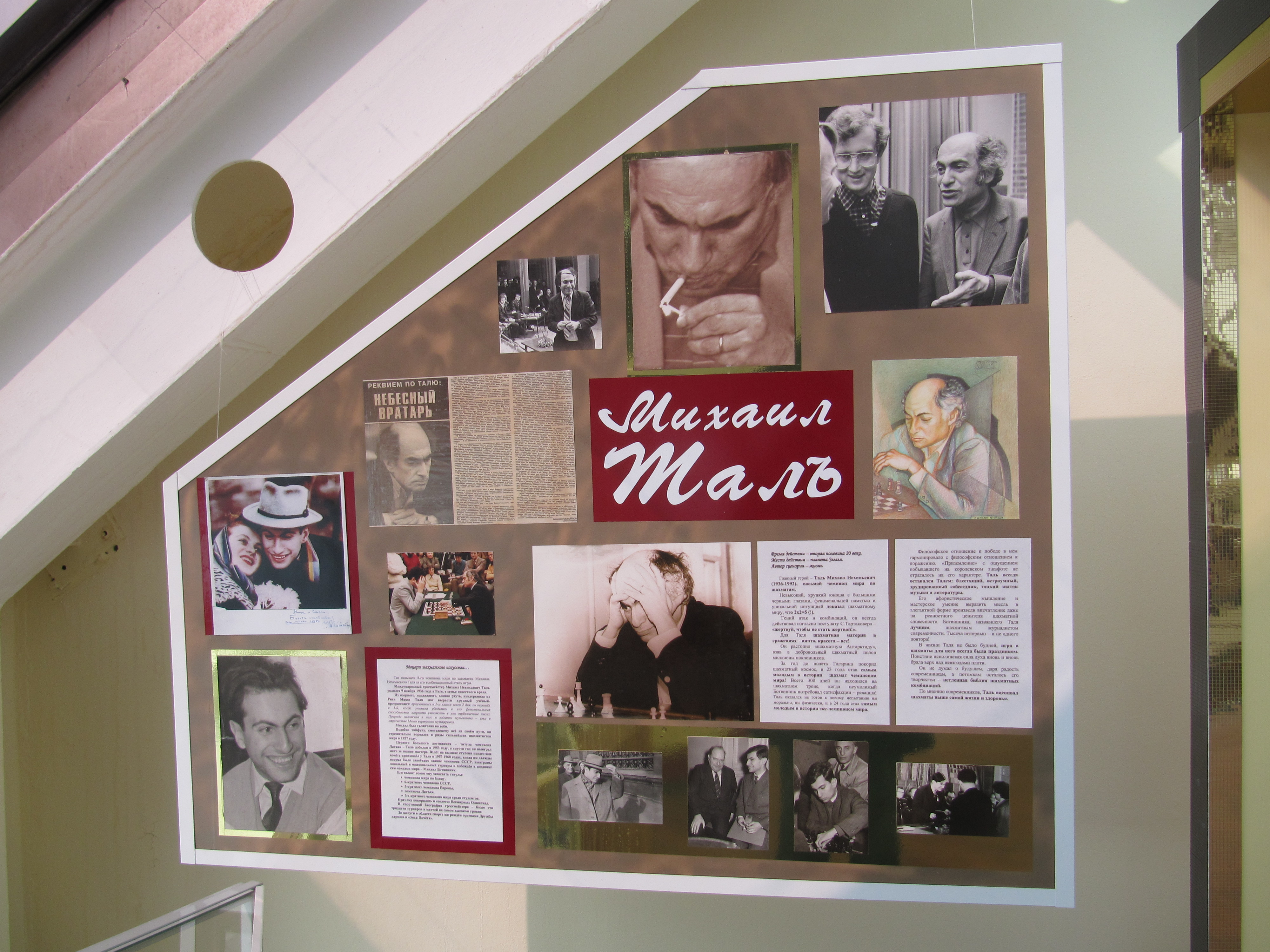
Экспозиция музея
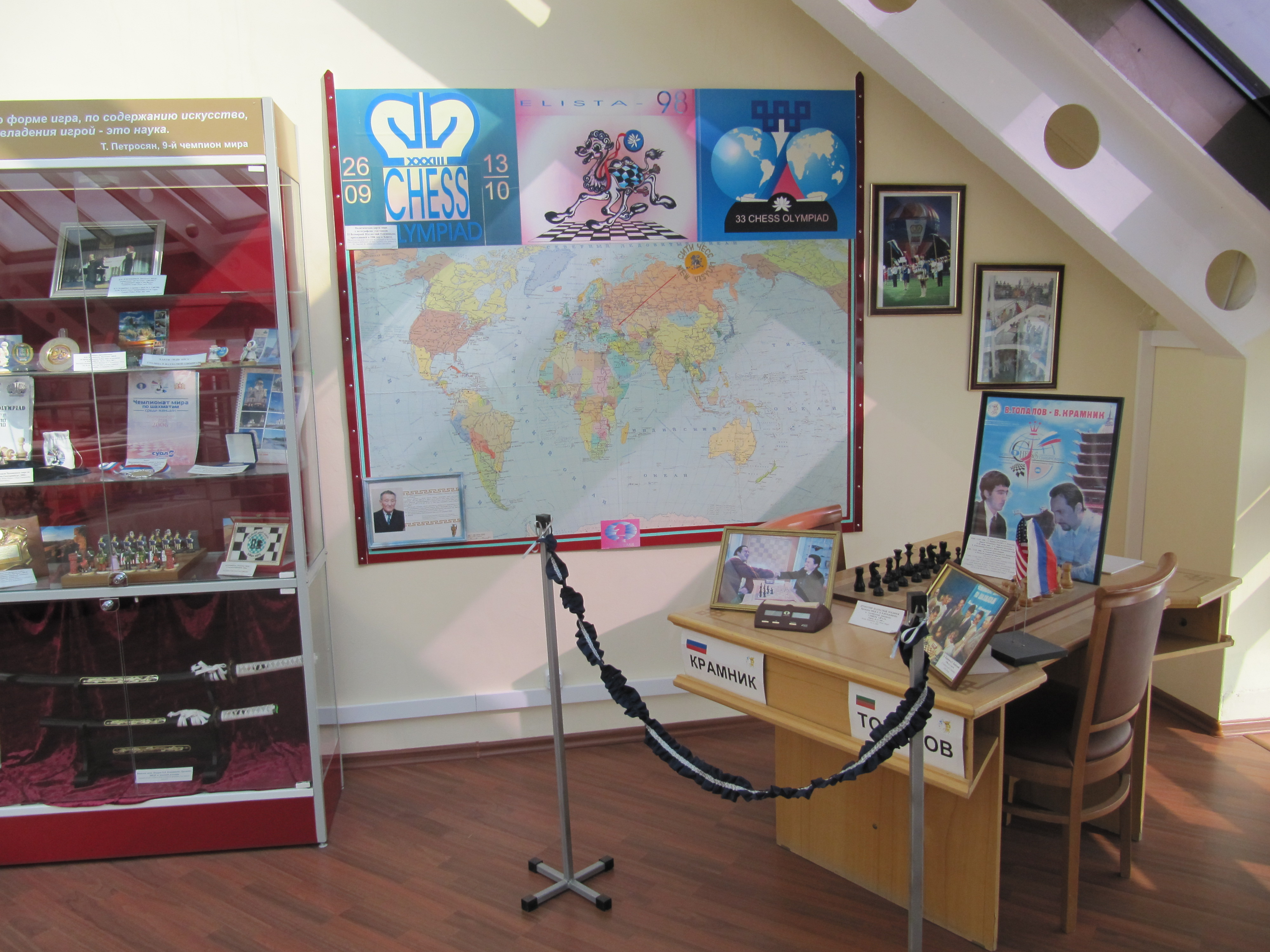
Экспозиция музея
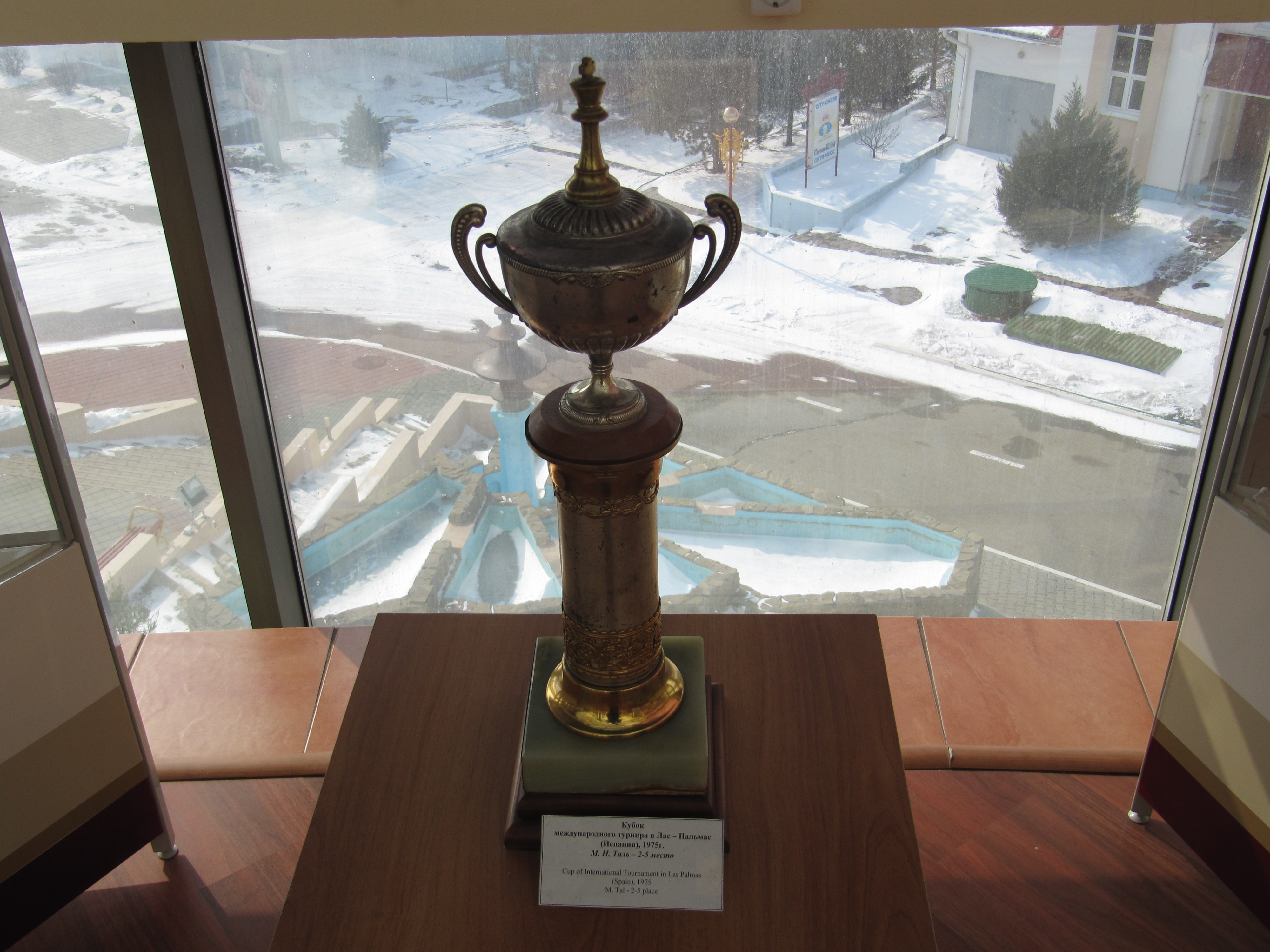
Кубок международного турнира в Лас-Пальмас, Испания ,1975 г., М. Таль - 2-5 место.
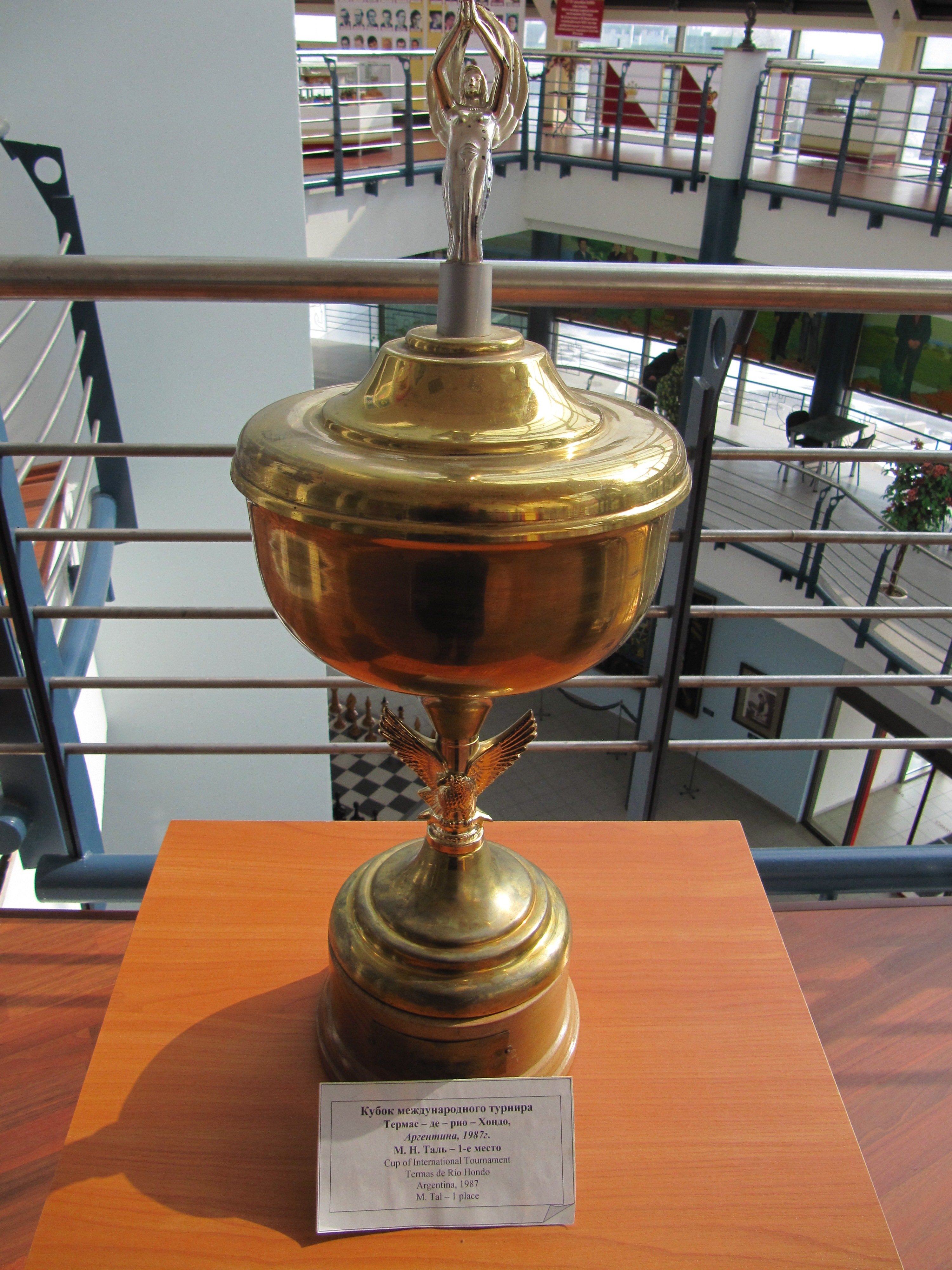
Кубок международного турнира в Термас-де-Рио-Хондо, Аргентина, 1987 г., Михаил Таль - 1 место.
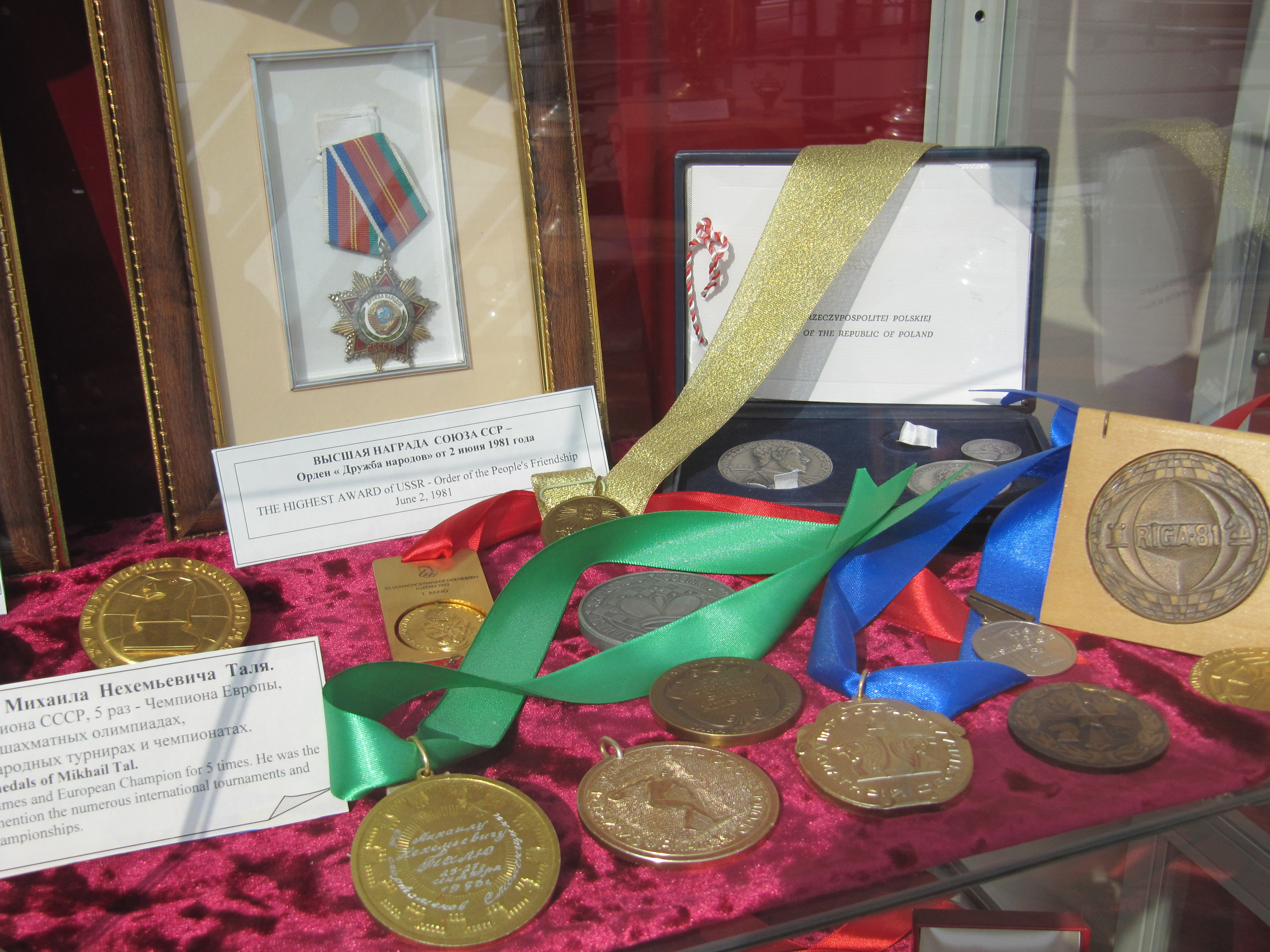
Награды Михаила Таля
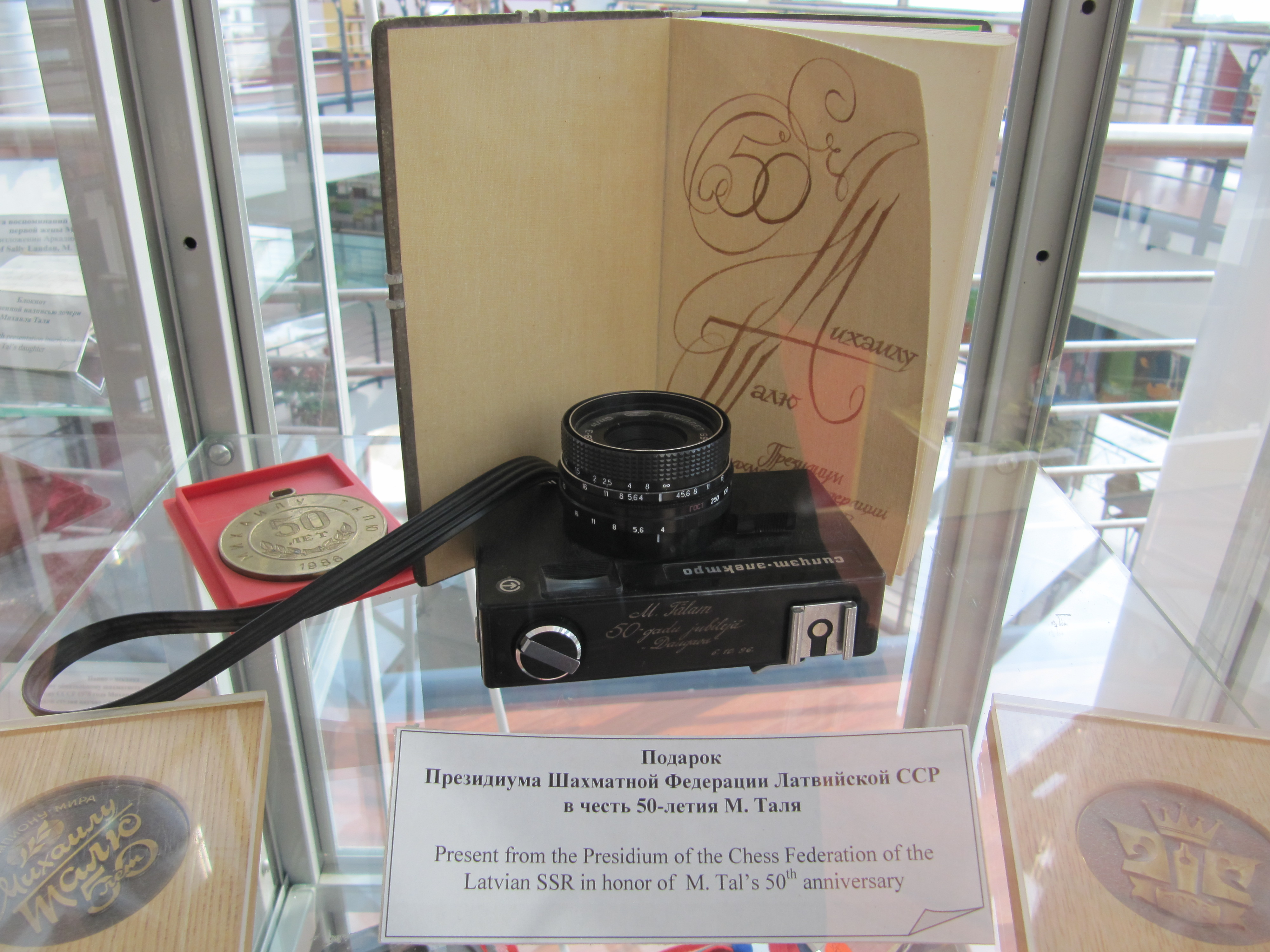
Подарок Президиума шахматной федерации Латвийской ССР в честь 50-летия Михаила Таля
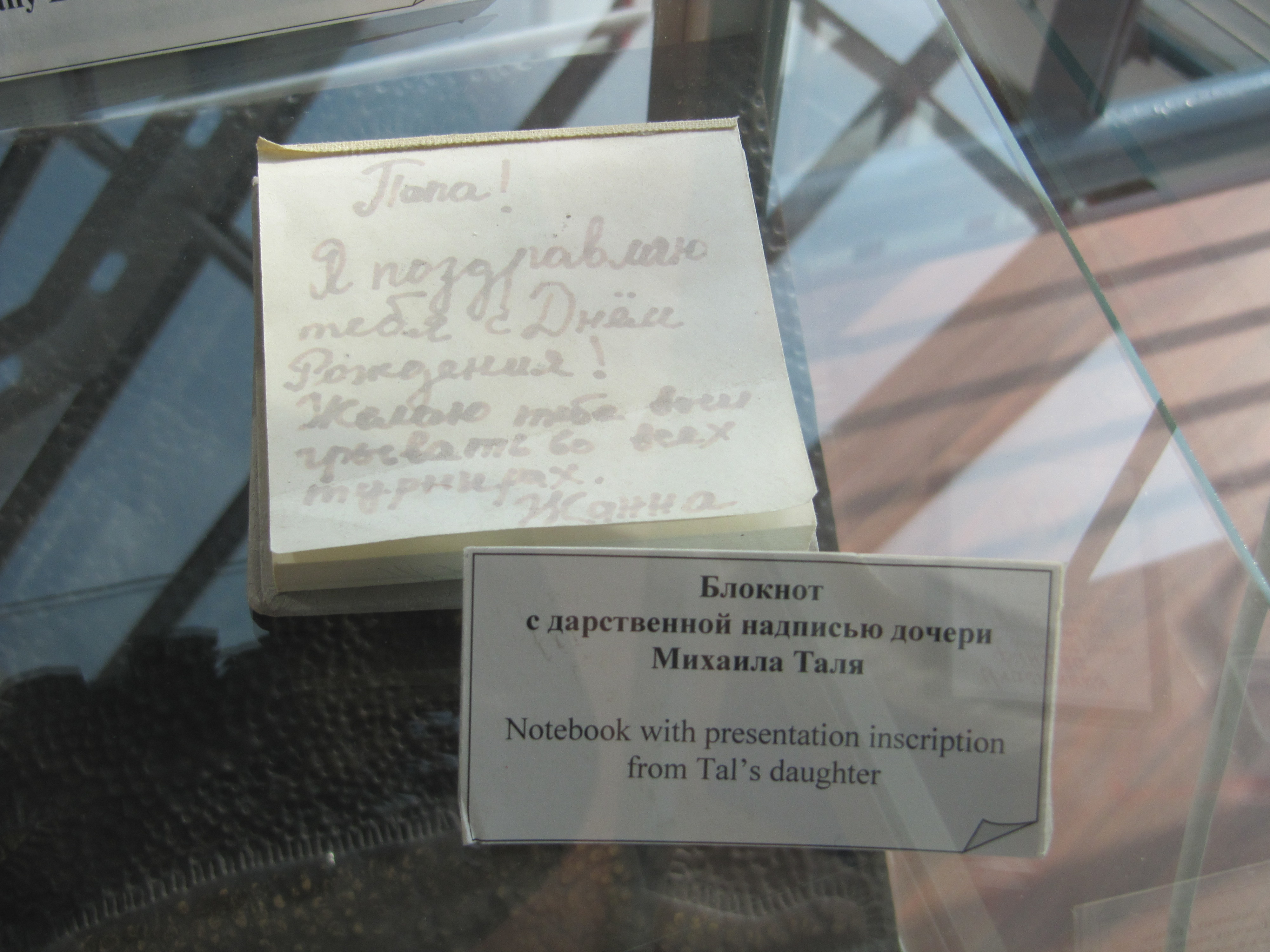
Дарственная надпись дочери Михаила Таля